# Łycznik zębatobrzegi

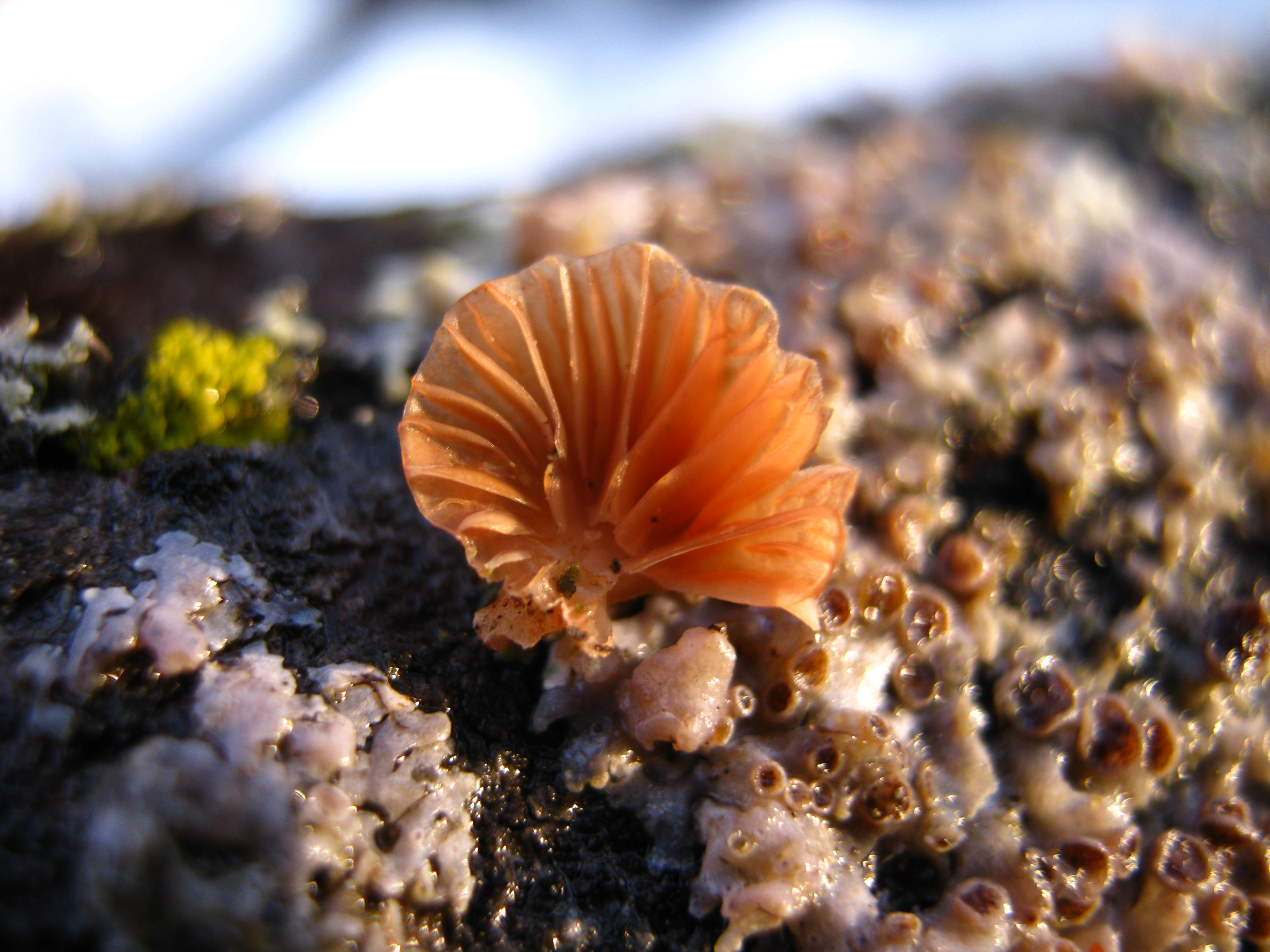

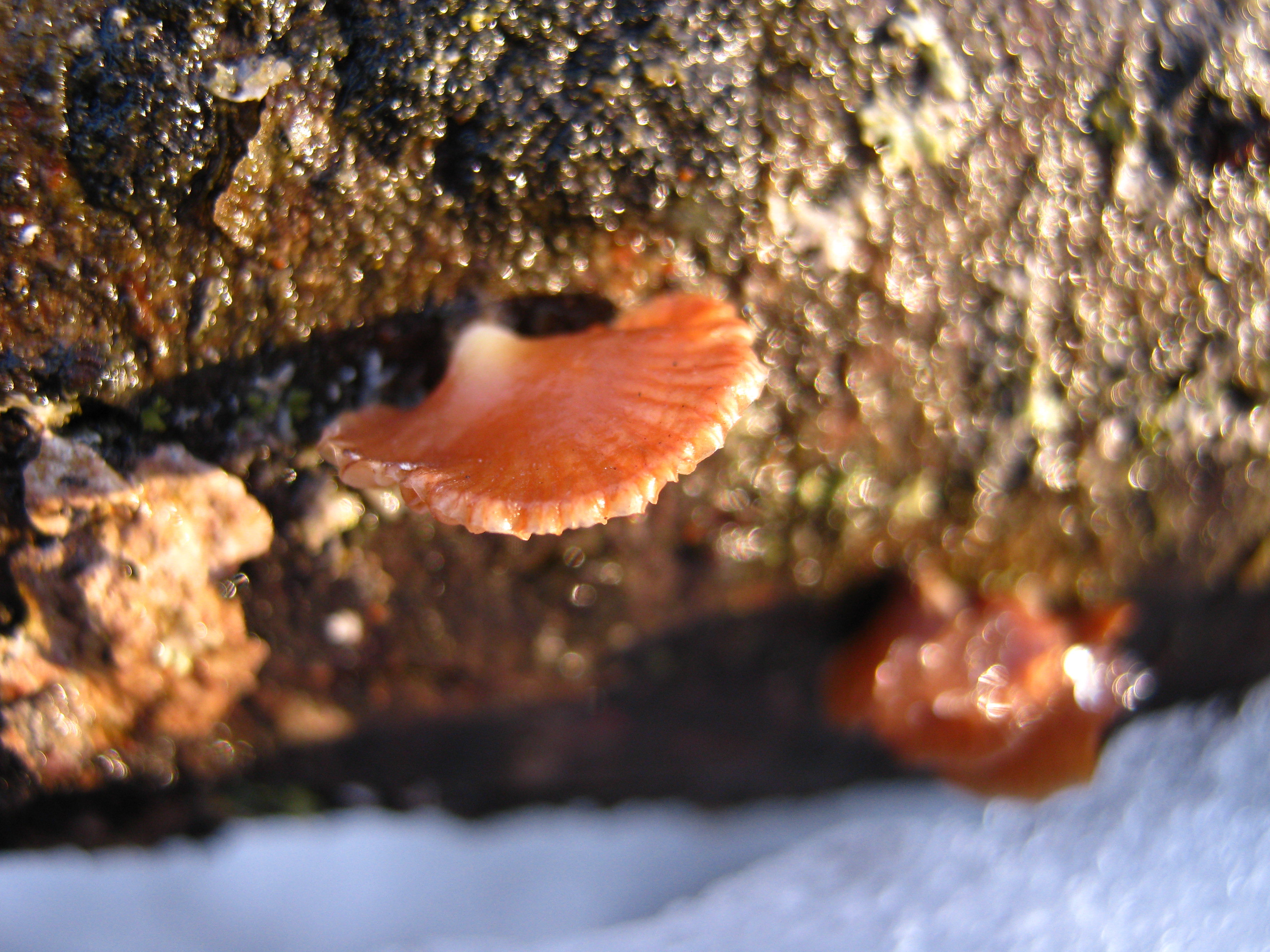

Łycznik zębatobrzegi (Panellus ringens (Fr.) Romagn.) – gatunek grzybów należący do rodziny grzybówkowatych (Mycenaceae).

## Systematyka i nazewnictwo
Pozycja w klasyfikacji według Index Fungorum: Panellus, Mycenaceae, Agaricales, Agaricomycetidae, Agaricomycetes, Agaricomycotina, Basidiomycota, Fungi.
Po raz pierwszy takson ten zdiagnozował w 1783 r. Elias Fries, nadając mu nazwę Agaricus ringens. Obecną, uznaną przez Index Fungorum nazwę nadał mu w 1828 r. Henri Charles Louis Romagnesi, przenosząc go do rodzaju Panellus. Niektóre synonimy naukowe:
- Panus ringens (Fr.) Fr. 1874
- Panus ringens var. pallidus Rick 1961[2]

Nazwę polską zaproponował Władysław Wojewoda w 2003 r.

## Morfologia
Owocniki wyrastające z podłoża pojedynczo lub w grupach po 2–10. Trzonu brak, do podłoża przyczepione są bokiem lub grzbietem.
Kapelusz
Średnica (3) 5–10 (20) mm, kształt nieregularnie okrągły, łopatkowaty, nerkowaty, półkulistowypukły do płasko-wypukłego, higrofaniczny, półprzeźroczyście-prążkowany, zwłaszcza w stanie wilgotnym. Brzeg początkowo podwinięty, potem wyprostowany, czasem karbowano-klapowany. Powierzchnia czerwono-brązowa do brązowej (zwykle ciemniejsza w kierunku miejsca mocowania), w młodym wieku czasami z fioletowymi odcieniami, pokryta białawymi grudkami i włókienkami, dobrze widocznymi zwłaszcza w stanie suchym.
Blaszki
W liczbie 11–17 z blaszeczkami (l=3,5 lub 7). Mają szerokość 0,5–1 mm i wyrastają promieniście od miejsca przyczepu do brzegu, są przyrośnięte, brzuchate, jasnobrązowe, brązowe, czerwonobrązowe, czasem z różowym odcieniem. Ostrza równe, tej samej barwy lub ciemniejsze.
Miąższ
O grubości do 1 mm, białawy, o niewyraźnym lub nieco gorzkim smaku i niewyraźnym zapachu.
Cechy mikroskopowe
Zarodniki cylindryczne, wąsko cylindryczne, allantoidalne, (5) 5,9–7,3 (8) × (1,5) 1,7–2 µm, Q = 2,8–4,7, śr. Q = 3,6, gładkie, bezbarwne, amyloidalne. Podstawki 4-zarodnikowe, rzadko 2-zarodnikowe, maczugowate lub wąsko maczugowate, średnio 20,2 × 4,5 µm, bezbarwne do żółtawych, cienkościenne. Bazydiole maczugowate, wąsko maczugowate, wąsko cylindryczne, średnio 18,8 × 3,8 μm, bezbarwne do żółtawych, cienkościenne. Cheilocystydy maczugowate, wąsko maczugowate, wąsko cylindryczne, wąsko wrzecionowate, wąskie i nieregularne wygięte, niektóre z bocznym wyrostkiem lub z rozgałęzioną górną częścią, średnio 26,9 × 5,1 μm, bezbarwne do żółtawych, grubościenne lub cienkościenne, jednym końcem zanurzone w żółtawym śluzie. Subhymenium o miąższości 10–18 μm, gęste, dobrze oddzielone od tramy, zbudowane ze strzępek o szerokości 3,5 μm. Trama w blaszkach złożona z równoległych, grubych strzępek o szerokości 3,5–7 (10) μm i grubości ścianki 1–3 µm, sporadycznie rozgałęzionych i zespolonych, bezbarwnych. Skórka w kapeluszu to skomplikowana trichoderma, złożona z grubościennych strzępek o szerokości 5–11 µm i grubości ścianki 0,5–3 µm, giętkich lub skręconych, trochę guzkowatych, zwężających się ku dołowi, rozgałęzionych, w większości inkrustowanych. Trama w kapeluszu podobna do tramy w blaszkach. Galaretowata substancja niepozorna. W niektórych wierzchołkach strzępek, żółtawe kryształy o średnicy około 2–15 μm, występujące we wszystkich częściach grzyba. Strzępki ze sprzążkami.
Gatunki podobne
Bardzo podobny jest łycznik fioletowawy (Panellus violaceofulvus). Jego powierzchnia, zwłaszcza w stanie suchym, jest bardzo podobna. Ma nieco większe owocniki, mikroskopowo wyraźnie różni się budową i rozmiarem zarodników, ponadto nie ma cheilocystyd i różni się budową podstawek.

## Występowanie i siedlisko
Występuje w Ameryce Północnej, Europie i Azji. W PolsceW. Wojewoda w 2003 r. przytoczył 3 stanowiska, w późniejszych latach podano następne. Bardziej aktualne stanowiska podaje internetowy atlas grzybów. Na Czerwonej liście roślin i grzybów Polski ma status E – gatunek wymierający, którego przeżycie jest mało prawdopodobne, jeśli nadal będą działać czynniki zagrożenia.
Nadrzewny grzyb saprotroficzny. Występuje na martwym i butwiejącym drewnie drzew liściastych i iglastych. W Polsce notowany na pniach i gałęziach brzozy brodawkowatej, topoli osiki, wiśni ptasiej, wierzby iwy, wierzby szarej, świerka pospolitego.|